# Citigroup

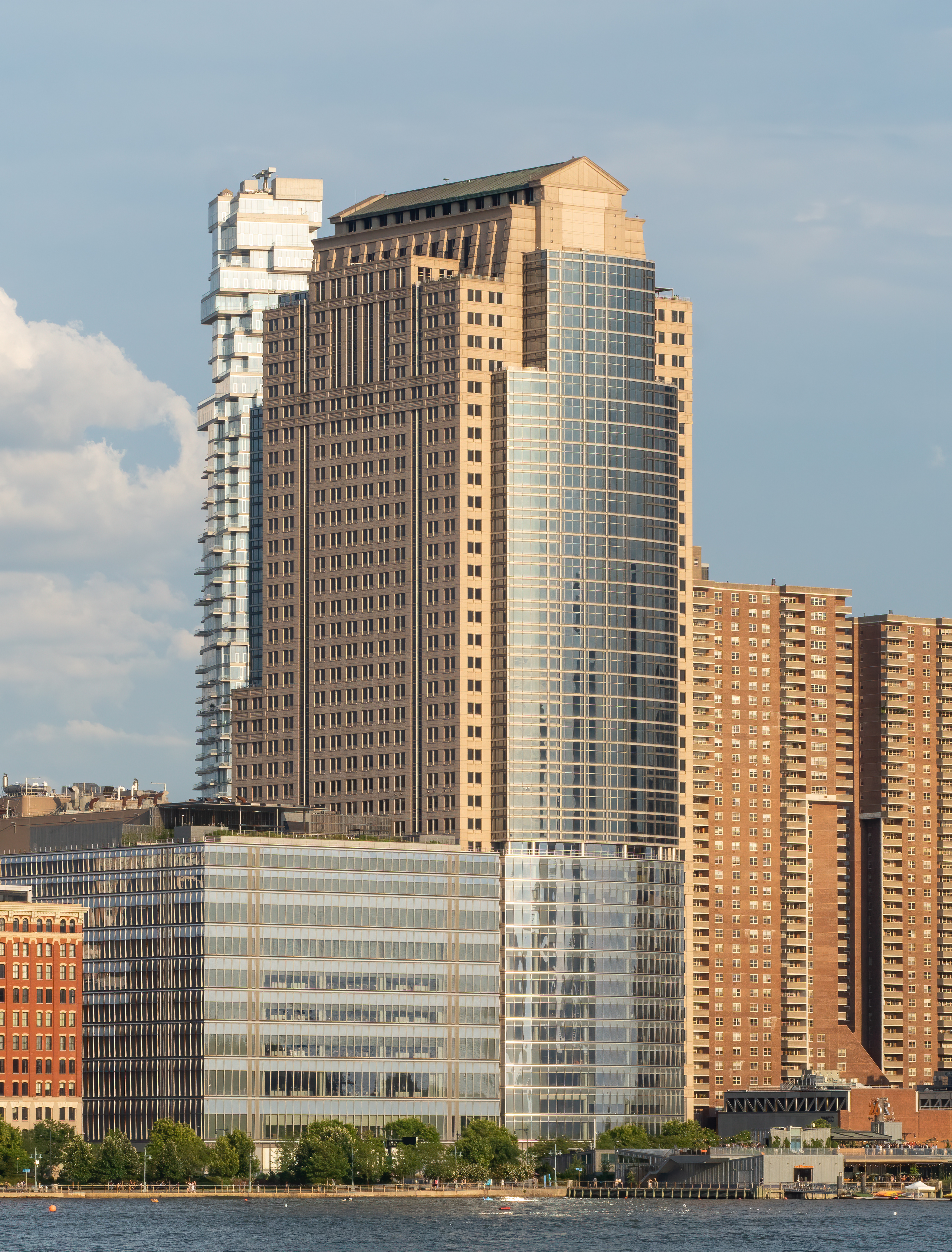
388 Greenwich Street, Hauptsitz der Citigroup in New York City

Die Citigroup Inc. ist ein Finanzdienstleister mit Hauptsitz in New York, der im Oktober 1998 durch die Fusion der Citicorp und der Travelers Group entstand. Im Zuge der Finanzkrise ab 2007 geriet die Bank, die neben der Bank of America, JP Morgan Chase und Wells Fargo zu den großen Vier Amerikas zählt, zunehmend in Schwierigkeiten. Im Jahr 2019 erzielte die Citigroup einen Gewinn von 19,4 Milliarden Dollar.
Die Bank ist eine der Großbanken, die vom Financial Stability Board (FSB) als „systemically important financial institution“ (systemisch bedeutsames Finanzinstitut) eingestuft wurden. Sie unterliegt damit einer besonderen Überwachung und strengeren Anforderungen an die Ausstattung mit Eigenkapital, konkret wird ein Zuschlag von 2 Prozentpunkten gemessen an den Standards von Basel III gefordert.
Mit einem Umsatz von 120,4 Milliarden US-Dollar, bei einem Gewinn von 15,0 Milliarden US-Dollar, steht die Citigroup laut Forbes Global 2000 auf Platz 9 der weltgrößten Banken (Stand: Geschäftsjahr 2022). Mit einer Bilanzsumme von 2,5 Billionen US-Dollar ist sie im selben Jahr die drittgrößte Bank der Vereinigten Staaten. Die gesamte Marktkapitalisierung der Bank belief sich Mitte 2023 auf 94 Milliarden US-Dollar.

## Geschäftsaufbau
Laut eigenen Angaben hatte die Citigroup Ende 2000 mehr als 120 Millionen Kunden im Privatkundengeschäft und etwa 230.000 Mitarbeiter. Die Zahl der Kunden stieg zeitweise bis auf mehr als 200 Millionen Kunden in mehr als 100 Ländern.
2003 verfügte das Unternehmen über Aktiva in Höhe von 1.264.032 Millionen US-$ und beschäftigte 275.000 Mitarbeiter. Nach der Forbes-Global-2000-Liste war die Citigroup bis zum Jahr 2007 regelmäßig das größte Unternehmen weltweit. In den Jahren 2000 und 2007 lag der Aktienkurs an der New Yorker Börse bei 55 US-Dollar. Die Marktkapitalisierung (Zahl der Aktien mal Aktienkurs) erreichte im Januar 2006 umgerechnet 192,3 Milliarden Euro, die Bilanzsumme des Jahres 2006 belief sich auf umgerechnet 1.884 Milliarden Euro. Ein Jahr später stiegen die Verbindlichkeiten auf mehr als 2.074 Milliarden Euro. 2008 rutschte das Unternehmen in der weltweiten Rangliste auf Platz 24 ab, die Zahl der Mitarbeiter sank auf 147.000, die Marktkapitalisierung beträgt nur noch rund 15,8 Milliarden Euro.
Gegenwärtig befinden sich alle Aktien der Citigroup im Streubesitz. Institutionelle Investoren besitzen 67 % der Aktien, der Rest verteilt sich auf Privataktionäre.

## Geschäftsbereiche
Die Geschäftsbereiche der Citigroup gliedern sich in die zwei Sparten Citicorp und Citi Holdings. Citicorp umfasst das Privatkundengeschäft Citibank und Banamex in Lateinamerika sowie das Kreditkartengeschäft. Der Bereich Institutional Clients Group beinhaltet das Firmenkundengeschäft, das Investmentbanking, und die Private Banking Aktivitäten.
Citi Holdings wurde im Zuge der Aufspaltung der Bank im Januar 2009 gegründet und bezeichnet die interne Bad Bank der Citigroup. In diese Einheiten wurden schwerverkäufliche Vermögenswerte, faule Kredite und nicht mehr zum Kerngeschäft zählende Aktivitäten eingebracht.

## Geschichte
Der Name Citigroup geht auf die 1812 gegründete Citibank zurück. Nacheinander wurden 1870 die Bank Handlowy, 1873 Smith Barney, 1884 Banamex und 1910 Salomon Brothers übernommen. Aus der Travelers Group, die 1998 mit Citicorp fusionierte, wurde die Versicherungssparte später wieder ausgegliedert und ist heute Teil des Versicherungsunternehmens The Travelers Companies, Inc.

Älteres Logo der Citigroup

Die Fusion von Citicorp und Travelers Group wurde von Sandy Weill, dem damaligen CEO der Travelers Group, vorangetrieben. Zunächst wurde die Citigroup von Sandy Weill und John Reed, dem damaligen CEO der Citicorp, gemeinsam geführt. Allerdings wurde John Reed schon sehr bald zum Rücktritt gezwungen. Bis zum 1. Oktober 2003 war Sandy Weill dann alleiniger CEO der Citigroup.

## Neuere Geschichte
Charles O. „Chuck“ Prince wurde der Nachfolger von Sandy Weill als CEO. Mit Wirkung vom 5. November 2007 ist Charles Prince infolge von milliardenschweren Abschreibungen durch die Immobilienkreditkrise zurückgetreten. An seine Stelle ist als Interims-CEO der bisherige Leiter des Marktes „Europa“, Sir Win Bischoff berufen worden.
Im April 2007 hat die Bankengruppe die Bank of Overseas Chinese (BOOC/Taiwan) übernommen. Nach Angaben des Wall Street Journals hat die Citigroup 426 Millionen Dollar (323 Mio. Euro) für die BOOC gezahlt. Damit ist die Citibank das größte Bankunternehmen Taiwans.
Am 11. Dezember 2007 wurde Vikram Pandit der Nachfolger von Charles Prince Geschäftsführer.
Im Juli 2008 wurde die Übernahme des deutschen Privatkundengeschäfts durch die französische genossenschaftliche Bankgruppe Crédit Mutuel bekannt gegeben.
Am 23. November 2008 gaben das Finanzministerium der Vereinigten Staaten, die Federal Reserve und die Federal Deposit Insurance Corporation gemeinsam eine Erklärung ab über einen staatlichen Hilfsplan zur Stabilisierung der Citigroup, die im Zuge der Finanzkrise ab 2007 in Schwierigkeiten geraten ist. Durch das Abkommen soll ein Vermögen von etwa 306 Mrd. US-Dollar bei der Citigroup gegen Verluste geschützt werden. Im Gegenzug erhalten das US-Finanzministerium und die FDIC Vorzugsaktien, also Aktien ohne Stimmrecht. Außerdem wird das Finanzministerium 20 Mrd. Dollar aus dem Troubled Asset Relief Program (TARP, ein Bestandteil des Emergency Economic Stabilization Act) in Vorzugsaktien der Citigroup mit einer Dividende von 8 Prozent anlegen. Citigroup verpflichtet sich u. a. zu verstärkter Beschränkung der Managergehälter.
Für das vierte Quartal des Jahres 2008 meldete die Citigroup ein Minus von 8,3 Milliarden US-Dollar. Das Institut erklärte, sich in die beiden Bereiche Citi Holdings und Citicorp aufspalten zu wollen. Die Citicorp soll das klassische Bankgeschäft in mehr als 100 Ländern und mit Einlagen von etwa 1,1 Billionen Dollar repräsentieren, was zwei Drittel der Gesamt-Anlagen der Bank entspräche. Der übrige Teil wird der Bank zufolge in die Citi Holdings ausgelagert. Nach Ansicht von Beobachtern deutet dieser Schritt auf den bevorstehenden Verkauf großer Bereiche der Bank hin. Neusten Presseangaben zufolge beabsichtigt die Citigroup, ihre japanische Brokerage-Sparte Nikko Cordial Securities wieder zu verkaufen.
Die Citigroup hat ca. 45 Milliarden US-Dollar an direkten Staatsbeihilfen erhalten. Bei einer turbulenten Hauptversammlung am 22. April 2009 werden fünf Vorstandsmitglieder verabschiedet. Ende April 2009 kündigte Citigroup den Verkauf des japanischen Wertpapiergeschäfts und des japanischen Investmentbankings an die Sumitomo Mitsui Financial Group für 5,9 Milliarden US-Dollar an. Im Juni 2010 wurde bekannt, dass Citigroup das Geschäft mit MasterCard-Kreditkarten in Kanada für 2 Mrd. Kanadische Dollar (1,6 Mrd. Euro) an die Canadian Imperial Bank of Commerce (CIBC) verkauft hat.
Bis Anfang Dezember 2010 hat die US-Regierung alle Anteile der Citigroup über die Börse verkauft und damit einen Gewinn von 12 Milliarden US-Dollar gemacht.
Im September 2011 stufte die Ratingagentur Moody’s die Bonität der kurzfristigen Kredite der Citigroup von „Prime-1“ auf „Prime-2“ herab, während jene für langfristige Kredite gleich blieb (Note: „A3“). Es sei weniger wahrscheinlich, dass die US-amerikanische Regierung einschreiten werde, um eine in Schwierigkeiten geratene Großbank vor einer Krise zu bewahren.
Am 28. März 2014 wurde bekannt, dass die Citigroup den Stresstest der US-Notenbank („Fed“) nicht bestanden hat und die Fed der Bank die Ausschüttung höherer Dividenden verboten hat.
Infolge des Brexit verlagerte Citigroup seinen Handel und Investmentbanking in Europa von London nach Frankfurt am Main.

### Nachhaltigkeit
Anfang 2025 ist die Citigroup aus der UN-Brancheninitiative Net-Zero Banking Alliance (NZBA) ausgetreten. Bis dahin hatte sich die Citigroup verpflichtet, ihre Kredit- und Anlageprodukte spätestens bis zum Jahr 2050 klimaneutral zu gestalten.

## Geschäftszahlen
| Jahr | Bilanzsumme in Mio. US$ | Umsatz in Mio. US$ | Gewinn in Mio. US$ | Angestellte |
| ---- | ----------------------- | ------------------ | ------------------ | ----------- |
| 2005 | 1.494.037               | 120.318            | 24.589             | 307.000     |
| 2006 | 1.884.318               | 142.010            | 21.474             | 337.000     |
| 2007 | 2.187.480               | 153.258            | 3.581              | 387.000     |
| 2008 | 1.938.470               | 104.349            | –29.416            | 326.900     |
| 2009 | 1.856.646               | 108.187            | –1.606             | 269.000     |
| 2010 | 1.913.902               | 111.697            | 10.593             | 260.000     |
| 2011 | 1.873.878               | 101.540            | 11.041             | 266.000     |
| 2012 | 1.864.660               | 89.802             | 7.515              | 259.000     |
| 2013 | 1.880.382               | 92.901             | 13.465             | 251.000     |
| 2014 | 1.842.181               | 90.909             | 6.688              | 241.000     |
| 2015 | 1.731.210               | 88.275             | 16.249             | 231.000     |
| 2016 | 1.792.077               | 82.386             | 13.640             | 219.000     |
| 2017 | 1.842.465               | 87.966             | –8.048             | 209.000     |
| 2018 | 1.917.383               | 97.120             | 16.671             | 204.000     |
| 2019 | 1.951.158               | 103.449            | 18.171             | 200.000     |
| 2020 | 2.260.090               | 88.839             | 9.879              | 210.000     |
| 2021 | 2.291.413               | 79.865             | 20.758             | 223.400     |
| 2022 | 2.416.676               | 101.078            | 13.700             | 240.000     |

## Immobilien
Das bekannteste Bürogebäude der Citigroup ist das Citigroup Center an der Lexington Avenue im Stadtviertel Turtle Bay (East Midtown) von Manhattan in New York City. Allerdings handelt es sich dabei nicht um den Firmensitz. Dieser befindet sich im Gebäudekomplex 388/390 Greenwich Street im Stadtteil Tribeca in Lower Manhattan. Weitere Standorte in New York City sind neben den bereits genannten unter anderem 787 Seventh Avenue, 666 Fifth Avenue, 399 Park Avenue (bis 2016 Firmensitz), 485 Lexington Avenue sowie One Court Square in Queens. Die Immobilien der Citigroup in Midtown Manhattan und Queens liegen an der U-Bahn-Strecke IND Queens Boulevard Line der New York City Subway mit den Linien  und .
Die Citigroup hat die Namensrechte am Citi Field erworben, dem Heimstadion des New York Mets Major League Baseball-Teams, welches dort seit 2009 seine Heimspiele absolviert.

## Sonstiges
2012 hat sich die Citigroup im Zuge der Einführung neuer generischer Top-Level-Domains um die Endung .citi beworben. Die ICANN, welche für die Vergabe zuständig ist, schloss im August 2012 eine Verwechslung mit .city aus. Früher hatte die Citibank selbst eine Verwechslungsgefahr postuliert.

## Regelverstöße
2006 erhielt Citigroup einen Public Eye Award für die skrupellose Unterstützung von Steuerhinterziehern.
Im Oktober 2020 wurde Citigroup wegen verschiedener Regelverstöße in den Vereinigten Staaten zu einer Geldstrafe von 400 Millionen US-Dollar verurteilt. Die Zentralbank Federal Reserve (Fed) warf dem Geldhaus „erhebliche anhaltende Mängel“ vor. Dabei ging es um das konzernweite Risikomanagement und interne Kontrollen, unter anderem zur Prävention von Geldwäsche. Aufgrund des langjährigen Versagens, die Defizite zu beheben, sei ein Bußgeld in Höhe von 400 Millionen Dollar verhängt worden, teilte die Aufsichtsbehörde OCC laut SPON mit.